# Josef Lorenc
Josef Lorenc (6. srpna 1897 Mastník – 1. června 1971 Znojmo) byl český vojenský a civilní lékař.

## Biografie
Josef Lorenc se narodil v roce 1897 v Mastníku u Třebíče, jeho rodiče pracovali v zemědělství. Roku 1917 vystudoval Gymnázium Třebíč a nastoupil na studium medicíny na Karlově univerzitě v Praze, tu posléze ukončil. V roce 1940 pak jako nadporučík zdravotní služby odešel přes Střední východ do Anglie, kde působil jako lékař v Lutonu.
Po skončení druhé světové války se vrátil zpět do Československa, působil v Turnově a od 1948 se usadil v Miroslavi, kde působil jako lékař a roku 1971 zemřel.